# Gynoplistia cladophora
Gynoplistia cladophora là một loài ruồi trong họ Limoniidae. Chúng phân bố ở miền Australasia.